# They Were Wrong, So We Drowned
They Were Wrong, So We Drowned («Они ошибались, так что мы утопились») — второй студийный альбом американской рок-группы Liars, выпущенный в феврале 2004 года. Альбом был включён в книгу «Тысяча и один музыкальный альбом, который стоит прослушать, прежде чем вы умрёте».

## Об альбоме
Альбом представляет собой довольно свободную форму концептуального альбома, построенном на теме колдовства у горы Брокен во время Вальпургиевой ночи и рассказам о судах над ведьмами в области гор Гарц в Германии. Запись альбома происходила в сельских лесах Нью-Джерси, что также было вдохновением для исходного направления альбома.

## Критика
Альбом получил крайне смешанные отзывы и продавался хуже своего предшественника. Однако после выпуска следующего альбома, Drum's Not Dead, They Were Wrong, So We Drowned получил больше внимания и положительной критики.

## Список композиций
| №   | Название                                            | Длительность |
| --- | --------------------------------------------------- | ------------ |
| 1.  | «Broken Witch»                                      | 6:01         |
| 2.  | «Steam Rose from the Lifeless Cloak»                | 2:49         |
| 3.  | «There's Always Room on the Broom»                  | 3:05         |
| 4.  | «If You're a Wizard Then Why Do You Wear Glasses?»  | 2:11         |
| 5.  | «We Fenced Other Gardens with the Bones of Our Own» | 5:38         |
| 6.  | «They Don't Want Your Corn, They Want Your Kids»    | 2:32         |
| 7.  | «Read the Book That Wrote Itself»                   | 3:09         |
| 8.  | «Hold Hands and It Will Happen Anyway»              | 4:51         |
| 9.  | «They Took 14 for the Rest of Our Lives»            | 4:09         |
| 10. | «Flow My Tears the Spider Said»                     | 6:12         |